# Urkeš
Koordinaten: 37° 3′ 25″ N, 40° 59′ 50″ O

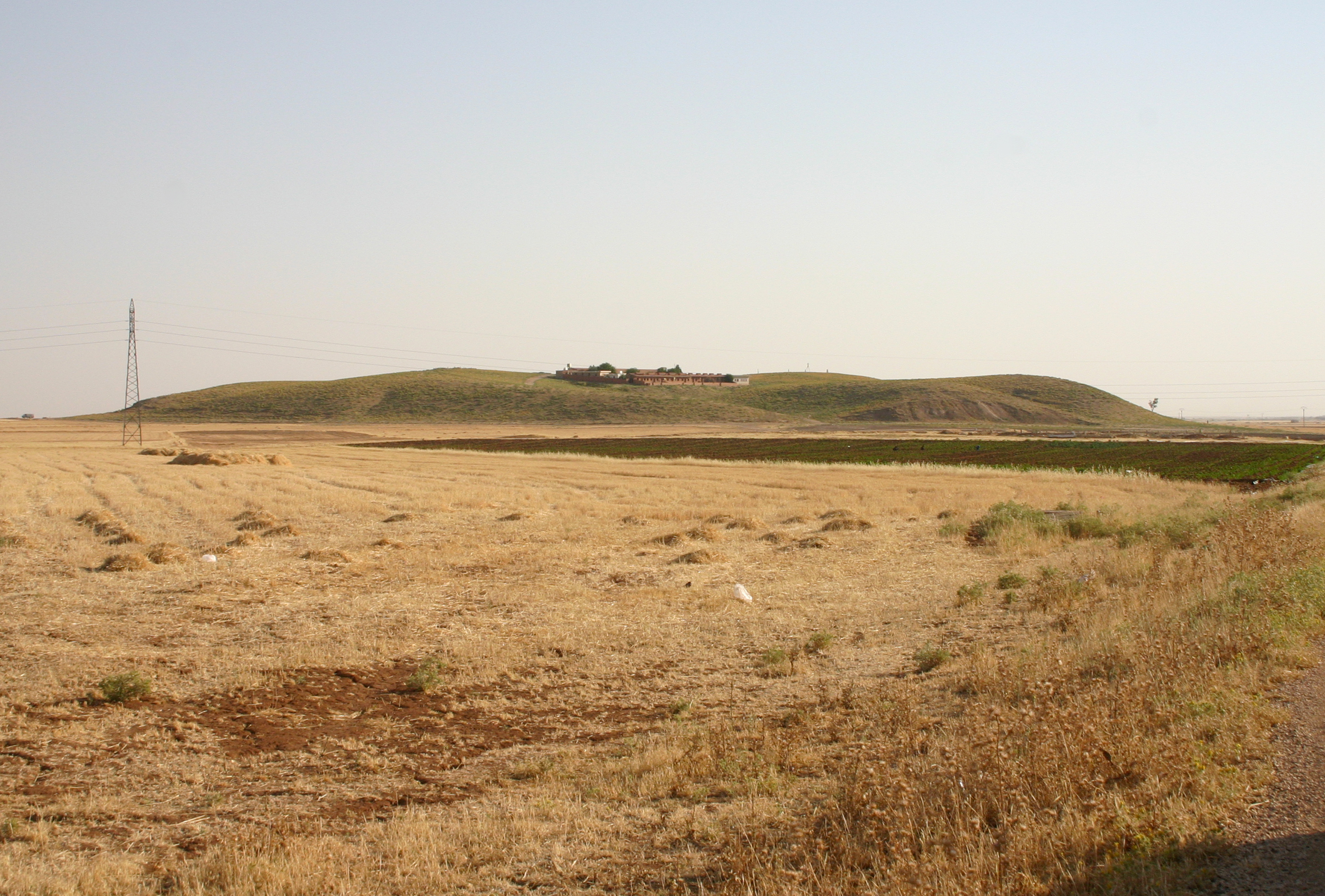
Tell Mozan

Urkeš, auch Urkesch, heute Tell Mozan (arabisch تل موزان), auch (Girê Mozan), ist ein bronzezeitlicher Siedlungshügel (Tell) im Nordosten von Syrien, der im späten 4. bis mittleren 2. Jahrtausend besiedelt war. Die frühesten bisher aufgedeckten Siedlungsreste stammen aus der Spätchalkolitischen Zeit am Ende des 4. Jahrtausends.

## Lage
Urkeš liegt am oberen Chabur etwa 5 km  von der Stadt Amûdê entfernt, nahe der Mündung des Wadi Da'a, am Südrand des Tur Abdin, der damals vermutlich Nawar hieß.  Es lag damit an der Straße, die das anatolische Hochland im Norden mit seinen reichen Kupfervorkommen mit Mesopotamien verband, und der Ost-West-Route vom Mittelmeer zum Zagros. So kontrollierte Urkeš den Handel im Gebiet des oberen Chabur.
Der durchschnittliche Niederschlag beträgt 400–450 mm, damit ist der Anbau von Wintergetreide problemlos möglich. Das Gebiet ist heute eine Beifußsteppe, in der Bronzezeit scheint das Klima aber deutlich feuchter gewesen zu sein. Während der Sommermonate wird mit künstlicher Bewässerung Baumwolle angepflanzt.

## Ackerbau
Nach vorläufigen archäobotanischen Untersuchungen waren Gerste (Hordeum distichum), Emmer (Triticum dioccocum) und Nacktweizen (Triticum turgidum) die wichtigsten Getreidepflanzen. Linsenwicke (Vicia ervilia), Kichererbsen (Cicer arietinum), Graserbse (Lathyrus sativum) und Ackerbohne (Vicia faba) wurden ebenfalls angebaut. Neben Feigen sind auch Wein und Lein durch Makroreste belegt, bei  Letzteren ist unklar, ob sie domestiziert waren. Die Kronwicke (Coronilla sp.) wurde vielleicht in Form von Dung (Schaf/Ziege) als Brennmaterial eingebracht, Mittelmeer-Mesquite (Prosopis) diente wohl ebenfalls als Brennmaterial.

## Geschichte
Die Stadt war vermutlich eine hurritische Gründung. Hurritische Namen, wie z. B. Ewrim-Atal, ein Beamter zur Zeit Naram-Sins, sind nachgewiesen.
Sie gehörte zum Reich von Akkad und geriet nach dessen Ende unter den Einfluss von Mari, das die Stadt durch einen Vizekönig verwalten ließ, der allerdings bei der Bevölkerung nicht sehr populär war, wie Briefe aus den Archiven von Mari belegen.

## Archäologie
Urkeš wird seit 1984 von Giorgio Buccellati und Marilyn Kelly-Buccellati ausgegraben. 1998 bis 2003 beteiligte sich auch die Deutsche Orient-Gesellschaft an den Grabungen.
Der Tell besteht aus einer Unterstadt von ungefähr 130 ha Fläche, die bislang weitgehend unerforscht ist, und einer Oberstadt von 30 ha. Hier lag unter anderem ein königlicher Palast (Gebäude AK). Ein Siegelabdruck mit Tierkampfszenen an einer Palasttür gehört Tar'am-Agade, einer Tochter Naram-Sins, von der die Ausgräber annehmen, dass sie Königin von Urkeš war. Das würde belegen, dass die Stadt zu diesem Zeitpunkt zu Akkad gehörte.
In einigen der Gebäude wurden auch unterirdische Grabkammern aus Lehmziegeln entdeckt, vielleicht Familiengrüfte.

## Herrscher
Bisher sind die Namen von sieben Herrschern überliefert, deren Reihenfolge nicht völlig klar ist.
- Te'irru gehört in die altbabylonische Zeit und ist um 1800 v. Chr. anzusetzen.

Die Herrscher des 2. Jahrtausends tragen alle hurritische Namen.
- Tišatal könnte ein  Vorgänger von Tupkiš gewesen sein.
- Tupkiš, der sich als Endan und LUGAL bezeichnet, scheint in die Regierungszeit von Maništušu zu gehören. Seine Gemahlin war Uqnitum.
- Šatar-mat, sein Sohn, ist die ausgehende Akkad-Zeit oder in die Isin-Larsa-Zeit zu setzen.
- Atal-šen und Ann-atal: ausgehende Akkad-Zeit; kann auch in die Isin-Larsa-Zeit gehören.